# Гексафторсилікати
Гексафторсилікати (флюати) – солі кремнефлуористоводневої кислоти H2[SiF6] із загальною формулою M2+[SiF6] або M+2[SiF6].
Розчини гексафторсилікатів застосовуються для просочення поверхні каменів, г.ч. вапняків, з метою запобігання їх вивітрюванню. Захисна дія флюатів пояснюється утворенням нерозчинних у воді сполук, які відкладаються в порах поверхневого шару каменю.